# Lago Rucachoroi
Lago Rucachoroi är en sjö i Argentina.   Den ligger i provinsen Neuquén, i den sydvästra delen av landet, 1 200 km väster om huvudstaden Buenos Aires. Lago Rucachoroi ligger 1 229 meter över havet. Arean är 3,4 kvadratkilometer. Den sträcker sig 3,4 kilometer i nord-sydlig riktning, och 3,5 kilometer i öst-västlig riktning.
I omgivningarna runt Lago Rucachoroi växer i huvudsak blandskog. Trakten runt Lago Rucachoroi är nära nog obefolkad, med mindre än två invånare per kvadratkilometer.